# آیگستان
آیگستان (به ارمنی: Այգեստան) یک روستا در ارمنستان است که در استان آرارات واقع شده‌است. آیگستان در ۷ کیلومتری شمال شرق آرتاشات، مرکز استان آرارات واقع شده است.

## خصوصیات
آیگستان ۲٬۶۴۱ نفر جمعیت دارد و ۸۶۰ متر بالاتر از سطح دریا واقع شده‌است.  در  کیلومتری شمال آرتاشات، مرکز استان آرارات واقع شده است.
| سال   | ۱۸۳۱ | ۱۸۹۷  | ۱۹۲۶ | ۱۹۳۰  | ۱۹۵۹  | ۱۹۷۰  | ۱۹۷۹  | ۲۰۰۱  | ۲۰۰۴  | ۲۰۱۱  |
| جمعیت | ۲۷۹  | ۱٬۰۰۳ | ۳۲۹  | ۱٬۳۴۸ | ۱٬۹۴۶ | ۲٬۱۷۱ | ۲٬۲۷۸ | ۲٬۶۴۲ | ۲٬۲۲۷ | ۳٬۰۶۳ |

## نگارخانه

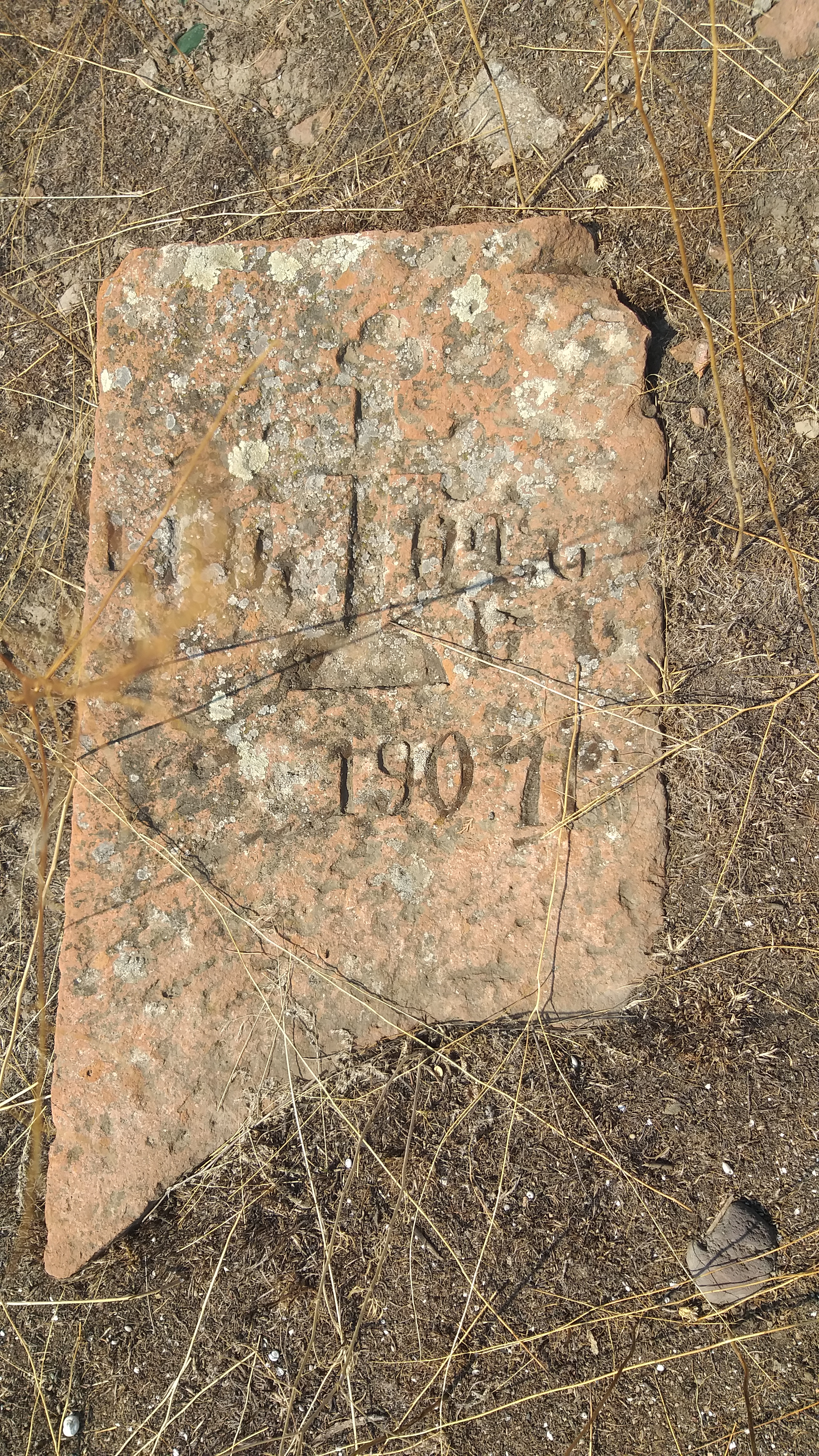
چلیپاسنگ
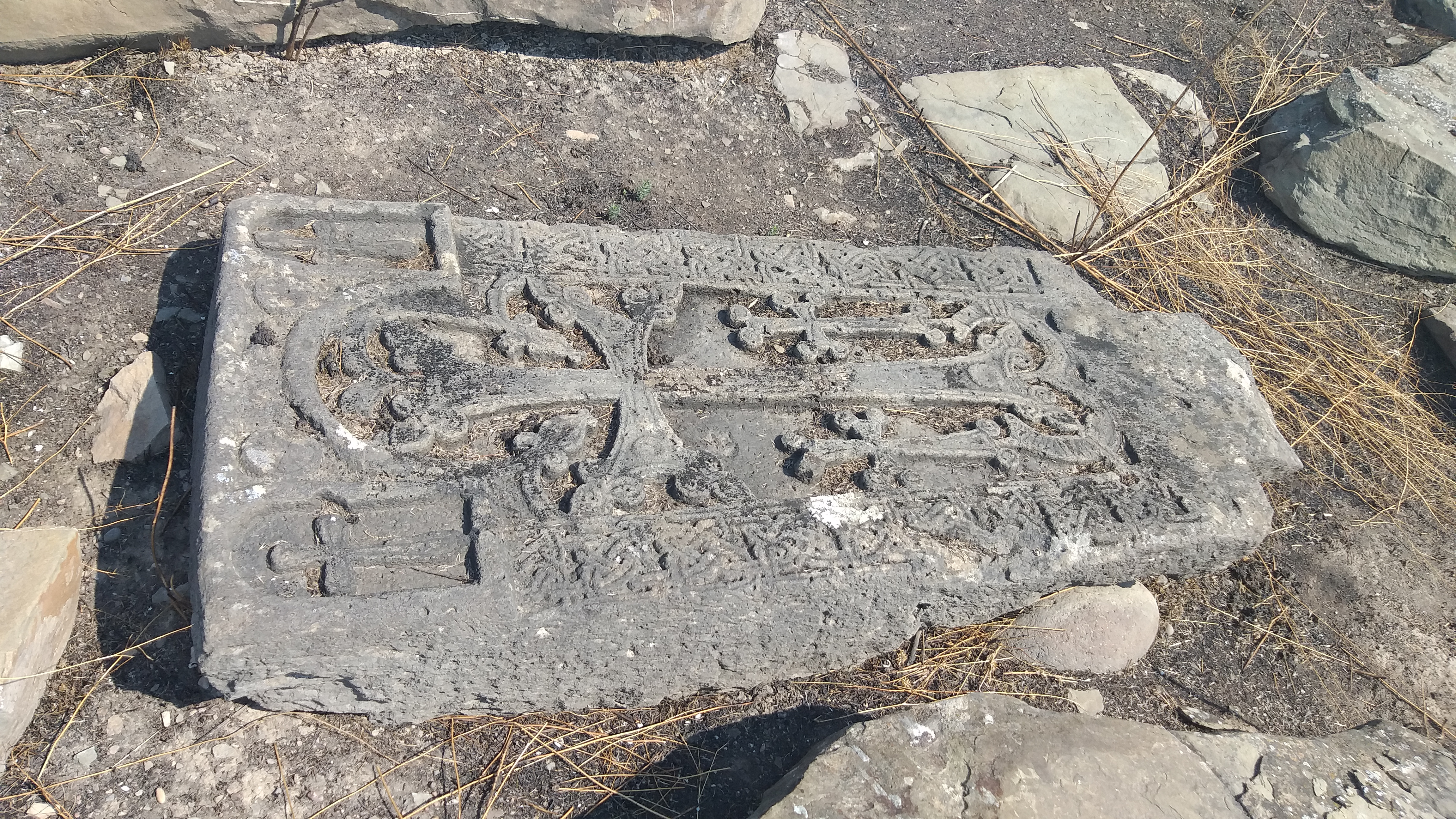
چلیپاسنگ
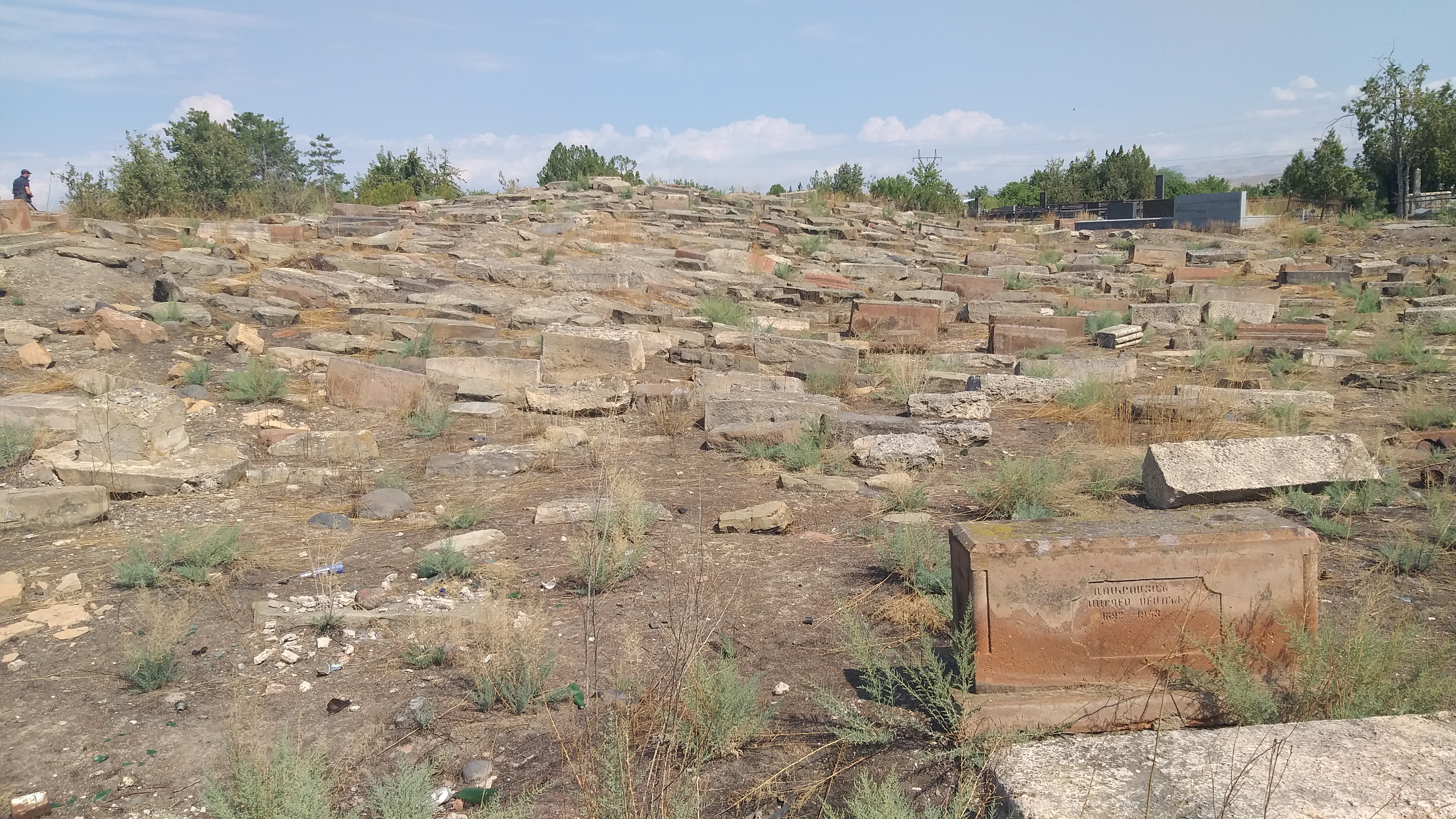
آرامستان آیگستان
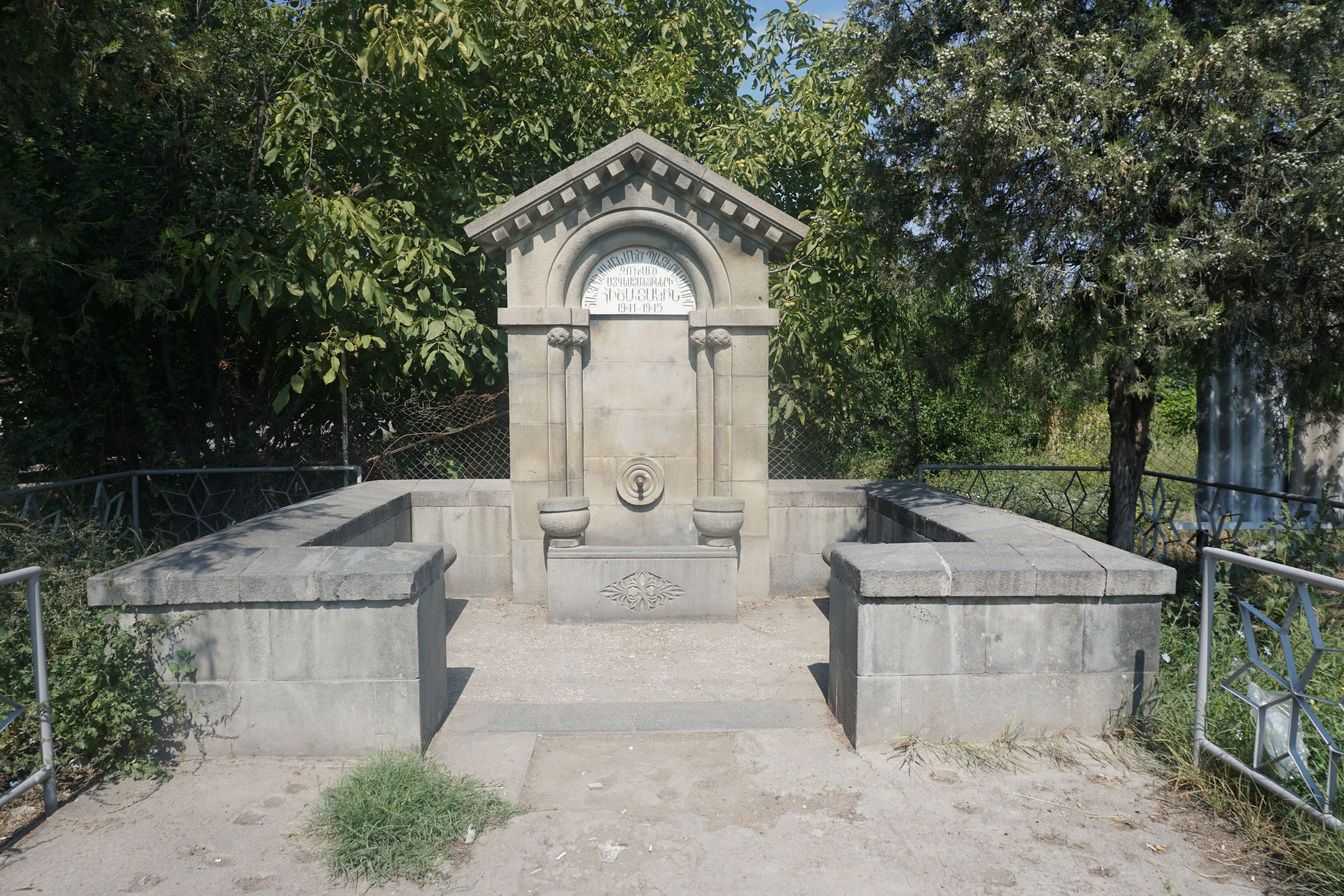
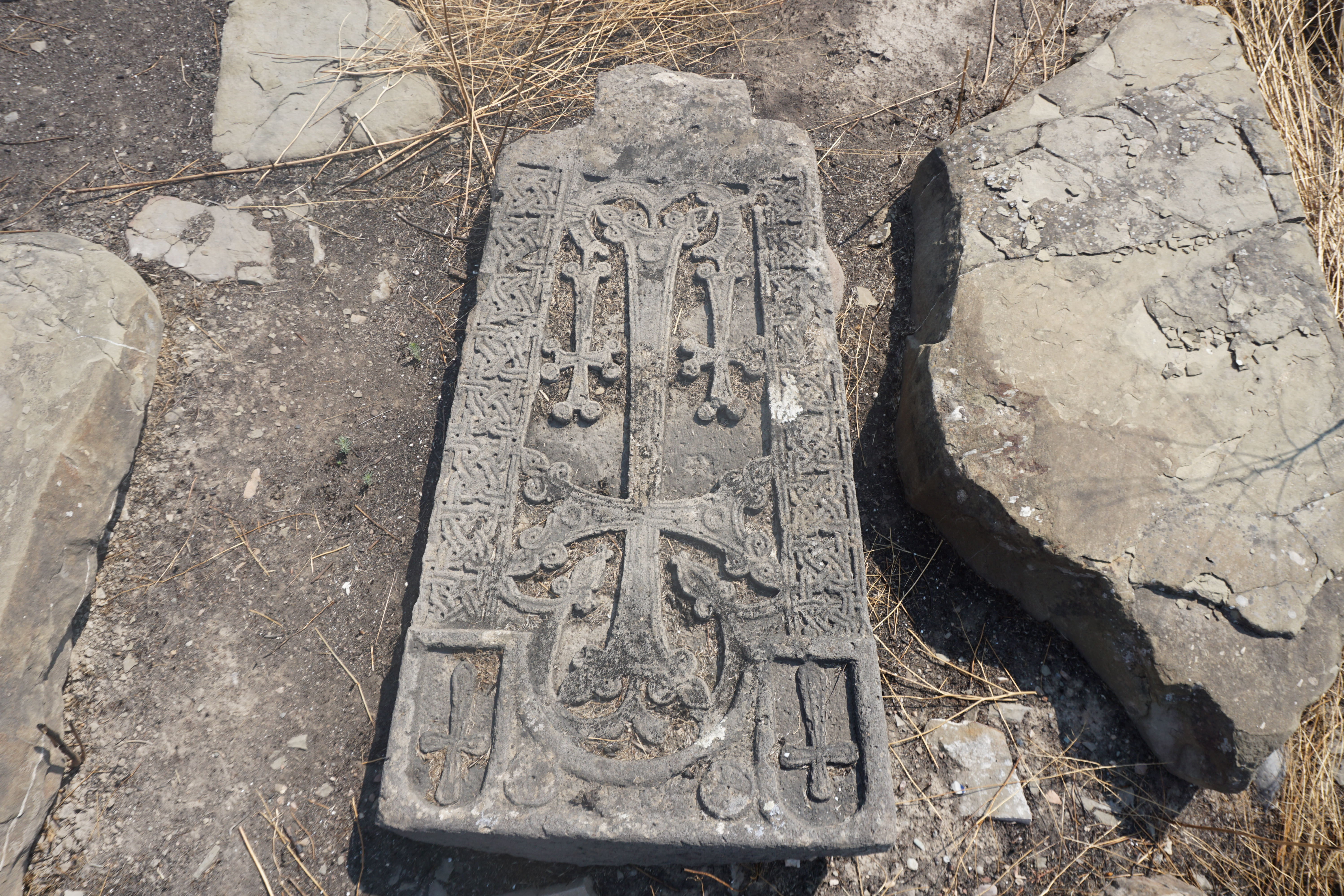
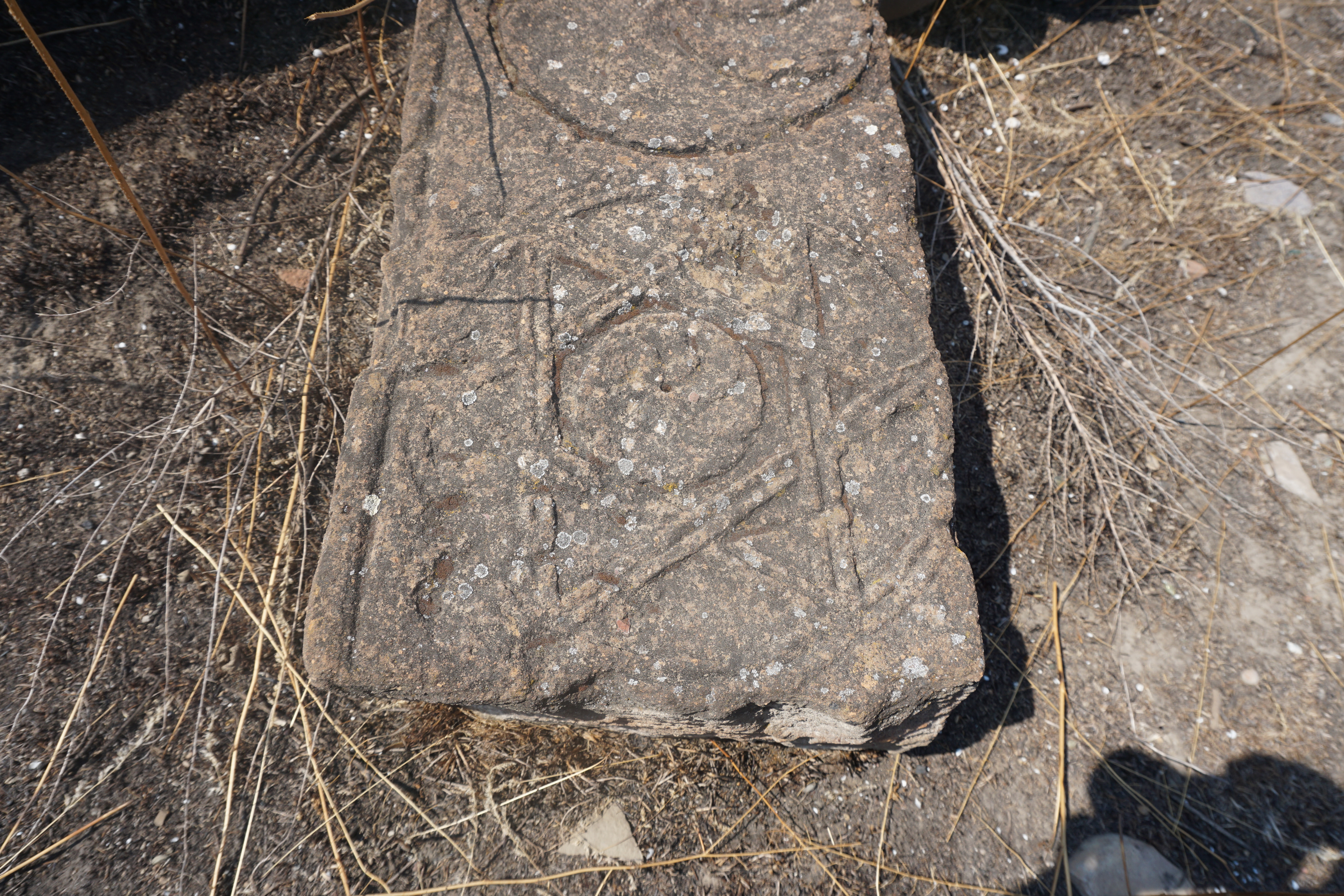
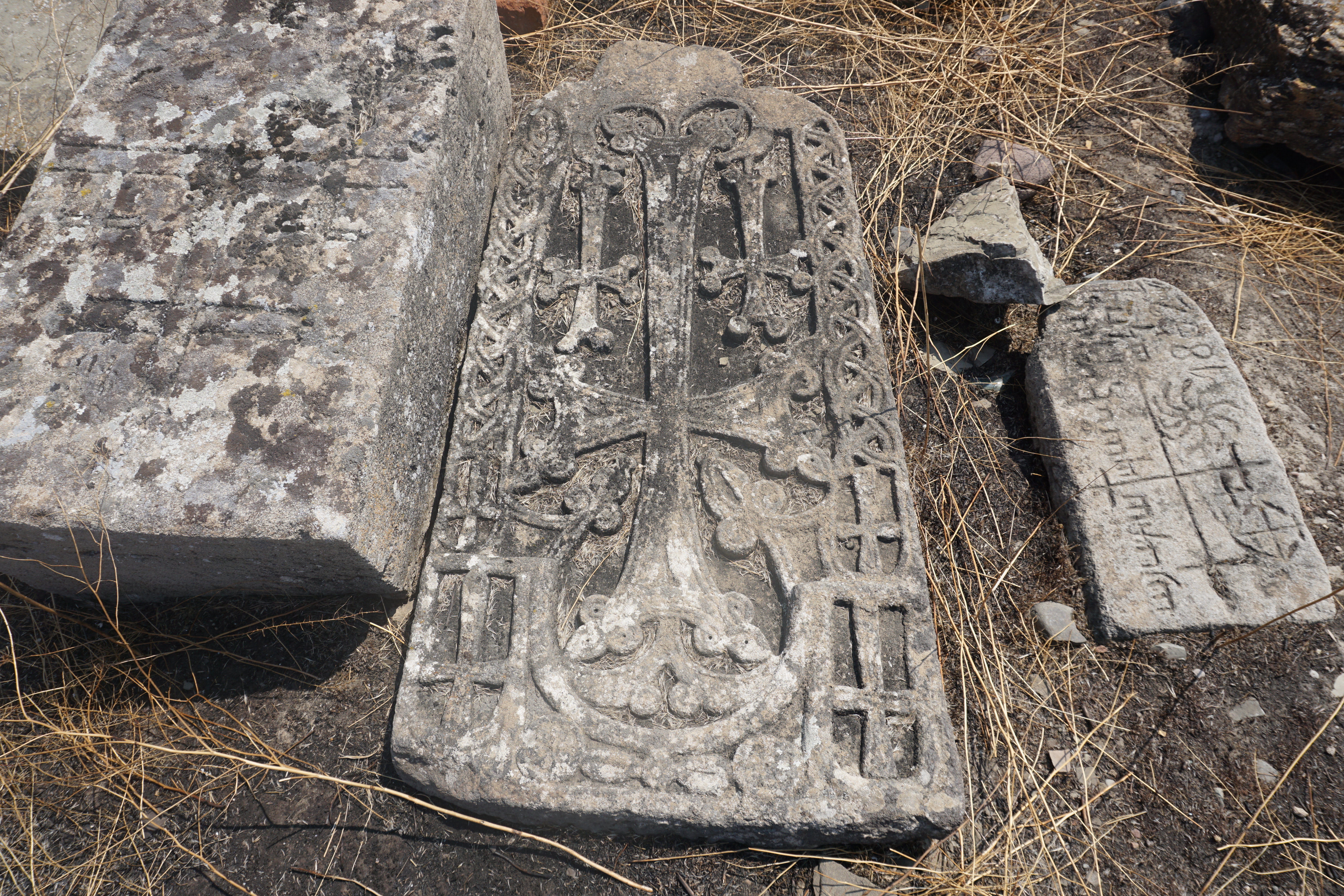
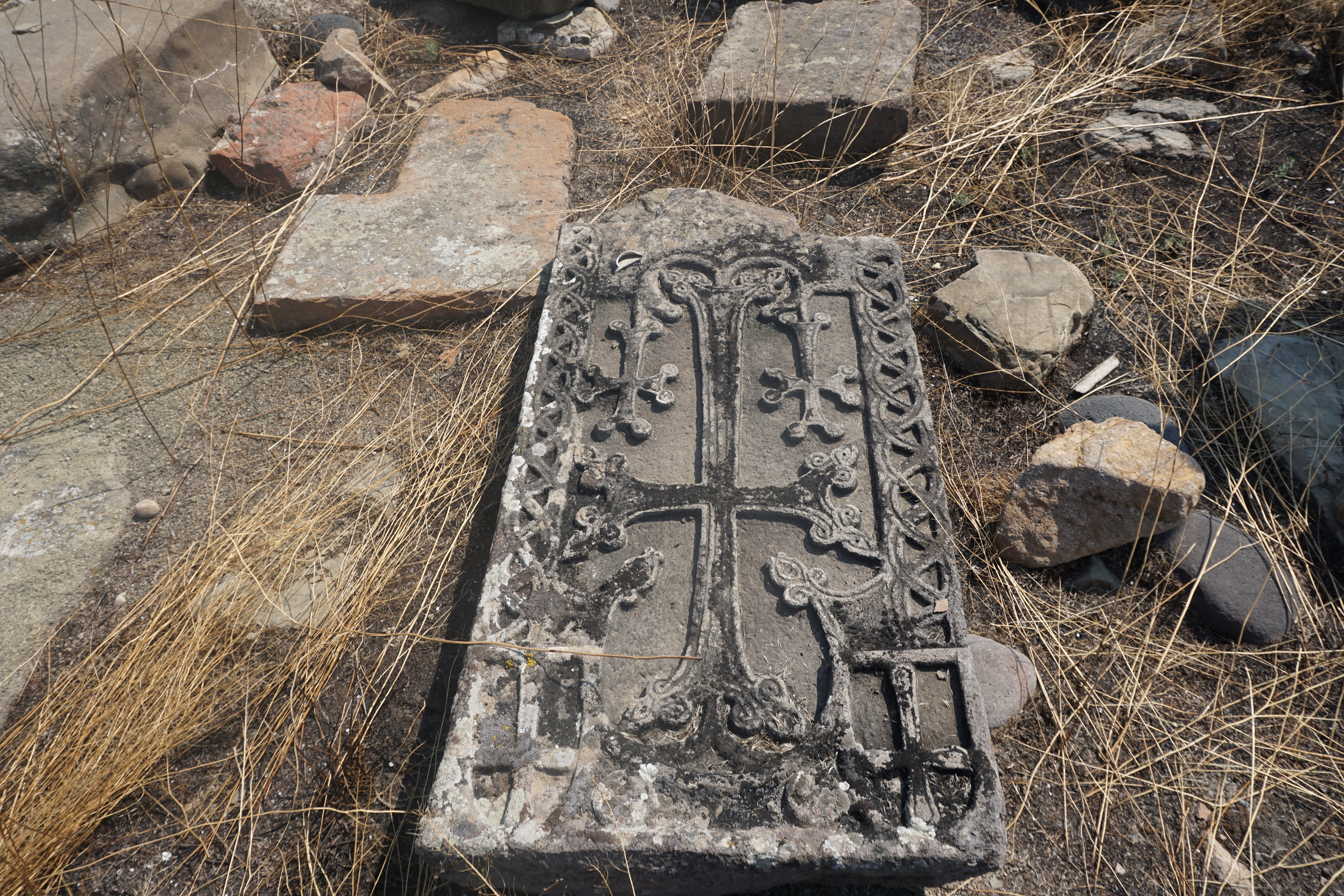